# Штерба, Ян
Ян Ште́рба (чеш. Jan Štěrba; 1 июня 1981, Прага) — чешский гребец-байдарочник, выступает за сборную Чехии начиная с 2005 года. Двукратный бронзовый призёр Олимпийских игр, чемпион мира, трёхкратный чемпион Европы, победитель многих регат национального и международного значения.

## Биография
Ян Штерба родился 1 июня 1981 года в Праге. Активно заниматься греблей начал с раннего детства, проходил подготовку в столичном спортивном клубе «Дукла».
Первого серьёзного успеха на взрослом международном уровне добился в 2005 году, когда попал в основной состав чешской национальной сборной и побывал на чемпионате Европы в польской Познани, откуда привёз награду серебряного достоинства, выигранную в зачёте четырёхместных байдарок на дистанции 200 метров. Год спустя выступил на домашнем европейском первенстве в Рачице, где вновь стал серебряным призёром в четвёрках на двухстах метрах.
В 2009 году в километровой гонке байдарок-четвёрок Штерба получил бронзу на чемпионате Европы в немецком Бранденбурге. В следующем сезоне добавил в послужной список бронзовые награды, выигранные в той же дисциплине на европейском первенстве в Корвере и на первенстве мира в Познани. Благодаря череде удачных выступлений удостоился права защищать честь страны на летних Олимпийских играх 2012 года в Лондоне — в составе четырёхместного экипажа, куда также вошли гребцы Даниэль Гавел, Лукаш Трефил и Йозеф Достал, на тысяче метрах занял третье место и завоевал тем самым бронзовую олимпийскую медаль (в финале его обошли только экипажи из Австралии и Венгрии).
После лондонской Олимпиады Ян Штерба остался в основном составе гребной команды Чехии и продолжил принимать участие в крупнейших международных регатах. Так, в 2013 году он отправился представлять страну на чемпионате Европы в португальском городе Монтемор-у-Велью, где дважды поднимался на пьедестал почёта: на тысяче метрах взял бронзу в двойках и одержал победу в четвёрках. Кроме того, в этом сезоне в километровой гонке четырёхместных экипажей выиграл серебряную медаль на чемпионате мира в немецком Дуйсбурге. Год спустя в той же дисциплине был лучшим на европейском первенстве в Бранденбурге и на первенстве мира в Москве. Ещё через год на чемпионате Европы в Рачице на тысяче метрах получил бронзу среди двоек и золото среди четвёрок, тогда как на чемпионате мира в Милане стал бронзовым призёром в километровой дисциплине четырёхместных экипажей. 
На летних Олимпийских играх 2016 года в Рио-де-Жанейро Штерба и его партнеры Даниэль Гавел, Лукаш Трефил и Йозеф Достал повторили свое достижение 4-х летней давности, снова став бронзовыми призерами Олимпийских игр.
После Олимпиады в Рио главная звезда чешского экипажа Йозеф Достал решил сосредоточиться на индивидуальных дистанциях и его в составе четверки заменяли Якуб Шпицар и Радек Шлоуф, но в новом составе медали на крупных турнирах завоевать не получалось.